# Devadatta
Devadatta (sanskrit: देवदत्त) war ein prominenter buddhistischer Mönch zur Zeit des Buddha Siddharta Gautama. Er lebte somit im 6. Jahrhundert oder – nach neuerer Datierung der Lebenszeit des Buddha – im 5. oder gar frühen 4. Jahrhundert v. Chr. Wegen Meinungsverschiedenheiten mit dem Buddha verließ Devadatta mit seinen Anhängern die Mönchsgemeinschaft (Sangha) und führte damit die erste Spaltung der buddhistischen Gemeinde herbei. Daher wird er in der buddhistischen Überlieferung sehr negativ beurteilt. Die moderne indologische Forschung hält jedoch einen Großteil der Angaben, auf denen diese Einschätzung beruht, für unzutreffend oder zweifelhaft.

## Herkunft, Jugend und Eintritt in die Sangha
Wie der Buddha entstammte Devadatta der Gotama-Sippe, einem adeligen (aber nicht königlichen) Geschlecht des Shakya-Volkes. Gotama war kein individueller Name des Buddha, sondern eine Bezeichnung der ganzen Familie, vergleichbar westlichen Familiennamen. Einer der Überlieferungen zufolge hieß Devadattas Vater Shuklodana (in der Pali-Sprache: Sukkodana) und war ein Bruder des Shuddhodana (Pali: Suddhodana), des Vaters des Buddha; demnach waren Devadatta und der Buddha Cousins väterlicherseits. Nach einer anderen Überlieferung hieß Devadattas Vater Suppabuddha und war ein Bruder von Maya, der Mutter des Buddha; dann war der Buddha mütterlicherseits ein Cousin Devadattas. Ananda, der später einer der berühmtesten Schüler des Buddha wurde, soll ein Bruder Devadattas gewesen sein. Außerdem war eine Schwester Devadattas namens Yashodhara (nach anderer Überlieferung hieß sie Bhaddakaccana) die Ehefrau des Buddha, bevor er sich in die „Hauslosigkeit“ (Eremitendasein in der Wildnis) begab; somit war Devadatta auch Schwager des Buddha.
Die Hauptstadt der Shakyas war Kapilavastu im heutigen Nepal. Dort verbrachte Devadatta seine Jugend, während der Buddha in die Hauslosigkeit zog und später die Mönchsgemeinschaft gründete. Als der Buddha sich in der nahegelegenen Stadt Anupiya aufhielt, begab sich Devadatta dorthin und ließ sich – ebenso wie eine Anzahl von weiteren Shakyas (angeblich fünfhundert) – in die Sangha aufnehmen. Berichte, wonach er diesen Schritt nicht spontan, sondern auf Drängen von Angehörigen unternahm und der Buddha ihm zunächst abriet bzw. die Aufnahme verweigerte, werden heute als tendenziöse Verfälschungen des Hergangs durch späte buddhistische Legendenschreiber betrachtet. Die Angaben der buddhistischen Quellen widersprechen einander und sind teilweise vom Bestreben bestimmt, den Buddha von der Verantwortung für die Aufnahme Devadattas zu entlasten.

## Die Devadatta-Legenden
Die Berichte über Devadattas Leben als Mönch sind legendenhaft und in den Einzelheiten widersprüchlich. Sie stammen ausnahmslos von seinen Gegnern. Alle Quellen schildern Devadatta als gefährlichen Bösewicht und zeichnen ihn als finsteren Gegenspieler der Lichtgestalt des Buddha. Daher wird seine Rolle im Westen oft mit derjenigen des Judas im Christentum verglichen, manchmal sogar mit der des Teufels.

### Der angeschossene Schwan
Schon in frühester Jugend entpuppt sich Devadatta als Gegenspieler von Siddhartha. So schießt er beispielsweise einen Schwan mit einem Pfeil an, den Siddhartha daraufhin gesundpflegt.

### Erfolge in der Sangha
Die verschiedenen Versionen der Legende berichten übereinstimmend, dass Devadatta übernatürliche Kräfte (Siddhi) erlangte. Das erreichte er nach der ältesten Überlieferung allein durch Meditation. Nach späteren Versionen benötigte und erbat er dazu Hilfe aus dem Kreis der erfahrenen Mönche. Der Buddha und die meisten, die er darum bat, lehnten dieses Ansinnen ab, doch fand er schließlich jemand, der ihm die erforderliche Unterweisung gewährte. Dieser Erfolg erweckte in ihm Ehrgeiz und Machtwillen. Er nutzte seine Fähigkeiten dazu, sich magisch in einen Knaben zu verwandeln. In dieser Gestalt erschien er dem Prinzen Ajatasattu, dem Thronfolger des Königreichs Magadha, wo sich die Mönchsgemeinschaft aufhielt. Er beeindruckte Ajatasattu mit diesem Wunder und enthüllte ihm dann seine normale Gestalt. Darauf besuchte ihn Ajatasattu täglich mit 500 Wagen und brachte jedes Mal 500 Töpfe voll Speisen für Devadatta und dessen Anhänger mit. Die einzelnen Berichte schmücken diesen Kern der Legende mit weiteren Wundertaten Devadattas und sonstigen merkwürdigen Angaben aus. Unter anderem soll er sich in die Luft erhoben und in einen Elefanten und ein Pferd verwandelt haben. Mit solcher Macht ausgestattet fasste er den Plan, sich eine Führungsrolle in der Sangha zu verschaffen und den Buddha zu verdrängen.

### Konflikt mit dem Buddha
Kakudha, ein Mönch, der nach seinem Tod in ein himmlisches Reich gelangt war, erkannte von dort aus die finsteren Pläne Devadattas. Er sorgte dafür, dass der Buddha davon erfuhr. Dazu bemerkte der Buddha, Devadatta werde seine Absichten bald enthüllen. Außerdem erzählten Mönche dem Buddha, dass Devadatta von Ajatasattu hoch geehrt und täglich reich beschenkt wurde und einen Teil der erhaltenen Gaben an seine Anhänger verteilte. Der Buddha äußerte dazu, dass Ehrungen schädlich seien und dass es schlimme Folgen habe, wenn man übernatürliche Kräfte zur Erzielung von Vorteilen ausnutzt. Er bezeichnete das Verhalten Devadattas als töricht und verglich ihn mit einem wütenden Hund. Nach einer Version sagte er voraus, dem Irregeleiteten stehe eine üble Existenzform bevor (als Höllenwesen, als Tier oder als Hungergeist).
Um seine Absicht zu verwirklichen, begab sich Devadatta zum Buddha, der bereits betagt war, und forderte ihn kurzerhand auf, ihm – Devadatta – die Führung der Gemeinde zu übergeben. Er argumentierte, der Buddha solle sich in Anbetracht seines Alters zur Ruhe setzen. Der Buddha wies dieses Ansinnen scharf zurück und nannte Devadatta einen Narren, ein Aas und einen Speichellecker. Durch diese Zurechtweisung tief gekränkt begann Devadatta den Buddha zu hassen.
Der Buddha veranlasste, dass die Sangha sich in einer öffentlichen Erklärung von Devadattas Verhalten distanzierte. Ihm wurde die Befugnis entzogen, im Namen der Gemeinschaft aufzutreten. Das bedeutete jedoch nicht seinen Ausschluss aus der Sangha. Darauf kam es in der Bevölkerung, die dem Buddhismus zuneigte, zu einer Spaltung zwischen denen, die dem Buddha vertrauten und Anhängern Devadattas.

### Mordanschlag auf König Bimbisara
Die verschiedenen buddhistischen Legenden berichten übereinstimmend, dass Devadatta den Thronfolger Ajatasattu dazu anstachelte, nicht auf den Tod seines Vaters, des Königs Bimbisara, zu warten, sondern ihn gewaltsam aus dem Weg zu räumen. Dann könnte Ajatasattu als König seinerseits Devadatta dazu verhelfen, den Buddha zu beseitigen und in der Sangha die Macht zu übernehmen. Von den folgenden Ereignissen kursierten unterschiedliche Schilderungen. Sie stimmen darin überein, dass das Vorhaben fehlschlug. Der Prinz wurde entweder schon vor der Ausführung des Anschlags oder unmittelbar nach einem missglückten Attentat verhaftet. Im Verhör gestand er, dass Devadatta ihn zum Königsmord angestiftet hatte. Manche Ratgeber Bimbisaras plädierten für strenge Strafen, sie wünschten unter anderem die Hinrichtung Devadattas. Der König folgte diesem Rat jedoch nicht. Er gewährte seinem Sohn nicht nur Verzeihung, sondern dankte zu dessen Gunsten ab oder – wie andere Varianten lauten – erhob ihn zum Mitherrscher bzw. überließ ihm einen Teil des Reichs, und später riss der Prinz die ganze Macht an sich. Alle stimmen darin überein, dass Ajatasattu als Nachfolger Bimbisaras die Herrschaft über das Reich von Magadha übernahm, was auch historisch zutrifft.

### Mordanschläge auf den Buddha
Nach dem Thronwechsel unternahm Devadatta der Legende zufolge drei Versuche, den Buddha zu töten. Für den ersten Versuch stellte ihm der neue König mehrere Mörder zur Verfügung. Einen von ihnen schickte Devadatta gegen den Buddha, andere beauftragte er, den Mörder nach der Tat umzubringen, um die Spur zu verwischen, und weiteren befahl er, nachher die Mörder des ersten Mörders zu töten. Der erste Mörder konnte jedoch, als er sich dem Buddha näherte, die Tat nicht vollbringen, sondern bereute sein Vorhaben und gestand es dem Buddha. Später kamen auch die anderen Mordgesellen zum Buddha und enthüllten, was sie wussten.

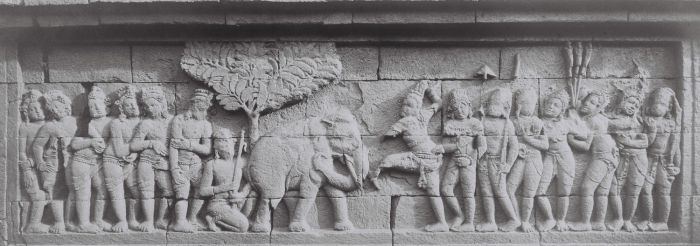
Devadatta tötet den Elefanten, Relief, Borobudur

Den zweiten Versuch unternahm Devadatta selbst, indem er den Gipfel eines Berges bestieg und auf den Buddha, der unterhalb des Gipfels saß, einen großen Felsblock schleuderte. Der Fels wurde jedoch von einem Schutzgeist abgelenkt. Nur ein Splitter traf den Buddha und verletzte ihn am Fuß.
Beim dritten Versuch veranlasste Devadatta den Führer eines bösartigen Elefanten, das Tier auf den Buddha loszulassen, der sich auf dem Almosengang befand. Es gelang dem Buddha jedoch, den Elefanten zu beruhigen.

### Spaltung der Gemeinde
Devadatta kritisierte die Regeln betreffend Wohnung, Nahrung und Kleidung der Mönche als zu lax und forderte eine Verschärfung. Damit wollte er Unfrieden säen und die Autorität des Buddha untergraben. Der Buddha lehnte die Änderungsvorschläge ab. Es gelang Devadatta jedoch, eine Abstimmung unter den Mönchen herbeizuführen. 500 Mönche stimmten für seinen Vorschlag und verließen anschließend die Gemeinde. Später begaben sich jedoch zwei besonders angesehene Schüler des Buddha, Sariputta (Shariputra) und Moggalana (Maudgalyayana), zu den Abtrünnigen, um sie zurückzugewinnen. Es gelang den beiden, nachdem Devadatta von Müdigkeit überwältigt eingeschlafen war, die Mönche zu überzeugen. Daraufhin kehrten die von Devadatta Verführten zur Lehre und Gemeinde des Buddha zurück. Erst als fast alle gegangen waren, wurde Devadatta von einem Vertrauten geweckt.

### Tod und Schicksal im Jenseits
In einem Teil der Überlieferung wurde die Devadatta-Legende noch weiter ausgeschmückt. Nach diesen Erzählungen begab sich Devadatta, nachdem seine Anhänger reumütig zur Sangha zurückgekehrt waren, zum Buddha, um entweder Vergebung zu erlangen oder, falls diese verweigert würde, den Buddha zu vergiften. Durch seine Übeltaten hatte er aber so viel schlechtes Karma angehäuft, dass er in Anwesenheit des Buddha von der Erde verschluckt wurde. Er gelangte in die schlimmste Hölle, die Avici-Hölle.
Im Lotus-Sutra und anderen Texten des Mahayana wird behauptet, dass auch Devadatta eines Tages Erlösung erlangen wird. Da für Buddhisten Devadatta das Urbild eines bösen Menschen ist, soll dies besagen, dass am Ende überhaupt niemand vom Heil ausgeschlossen bleibt.

## Der historische Sachverhalt
Die Verfasser der verschiedenen Versionen der Devadatta-Legende haben sich kaum bemüht, den Hergang stimmig darzustellen. Die Chronologie ist verworren. Die meisten älteren Versionen der Legende (drei von fünf) berichten von der Gemeindespaltung zu einem Zeitpunkt, als Devadatta kein Mitglied der Sangha mehr gewesen sein konnte, da er laut ihrer Schilderung bereits Mordanschläge auf den Buddha unternommen bzw. angestiftet hatte und zumindest in einem Fall überführt war. Dennoch trat er dieser Darstellung zufolge weiterhin wie ein einflussreiches Mitglied der Mönchsgemeinschaft auf und besaß ausreichend Autorität, um die Spaltung herbeizuführen.
Nach heutigem Forschungsstand sind wesentliche Teile der Überlieferung unglaubwürdig:
- Historisch zutreffend ist, dass Ajatasattu den Thron erlangte, indem er seinen Vater stürzte. Das Vorgehen des Prinzen gegen den König wird von nichtbuddhistischen Quellen bestätigt. Starke Indizien sprechen aber dafür, dass Devadatta nicht an solchen Bestrebungen beteiligt war und die entsprechenden Beschuldigungen nur Verleumdungen seitens seiner Gegner waren.[24]
- Die Erzählungen von den Mordanschlägen auf den Buddha sind als freie Erfindung zu betrachten. Sie waren ein Teil von Bestrebungen, Devadatta mit allen Eigenschaften eines Bösewichts auszustatten.[25]
- Auch die Erzählung von der Überwindung der Spaltung ist im Detail suspekt. Die Behauptung, Devadatta sei während einer Versammlung von entscheidender Bedeutung eingeschlafen, war wohl ein Versuch gegnerischer Propaganda, ihn lächerlich zu machen.[26]

Dennoch wird seitens der Forschung nicht bezweifelt, dass die Devadatta-Legende einen wahren Kern hat. Als stimmig und historisch glaubwürdig können folgende Elemente der Überlieferung betrachtet werden:
- Devadatta war ein prominentes Mitglied der Sangha. Er fügte sich nicht den vom Buddha eingeführten Regeln, sondern versuchte Änderungen einzuführen.[27]
- Devadatta wollte die für damalige Verhältnisse milden Regeln des Buddha durch strengere ersetzen. Seine Vorstellungen gingen in Richtung einer Askese, wie sie damals von jainistischen und hinduistischen Mönchen bzw. Waldeinsiedlern praktiziert wurde. Der Buddha blieb jedoch bei seinem „mittleren Weg“, der aus seiner Sicht die Mitte zwischen radikaler Strenge und Nachlässigkeit hielt. Diese Meinungsverschiedenheit führte zum Bruch.[28]
- Es gab in der Sangha eine Gruppe, die es für notwendig hielt, dass der Buddha einen Nachfolger als Haupt der Gemeinschaft ernannte. Devadatta war ein prominenter Vertreter dieser Auffassung. Der Buddha lehnte diese Idee jedoch grundsätzlich ab, nicht nur hinsichtlich der Person Devadattas.[29]
- Eine Minderheit von Mönchen verließ unter Devadattas Führung die Sangha des Buddha. Später kehrte aber ein Teil von ihnen zurück.[30]

Devadattas Aktivitäten wurden von der jungen Gemeinde des Buddha als existenzbedrohende Krise erlebt und verunsicherten auch die mit dem Buddhismus sympathisierende Öffentlichkeit. Eine Nachwirkung dieses Schocks war, dass die buddhistische legendenhafte Literatur später Devadatta mit dämonischen Eigenschaften ausstattete und ihm phantasievoll teuflische Absichten und Taten zuschrieb.
Devadattas Gründung einer eigenen Mönchsgemeinschaft war nicht so erfolglos, wie die buddhistischen Quellen behaupten. Noch im 5. Jahrhundert n. Chr. gab es laut einem chinesischen Pilgerbericht in Indien Mönche, die sich als Anhänger Devadattas bezeichneten (was jedoch kein Beweis für das ununterbrochene Fortbestehen seiner Gemeinschaft ist).
In der Forschung ist vermutet worden, dass zwischen Devadatta und dem Buddha ursprünglich nur ein relativ harmloser Gegensatz bestand, der auf einer damals verbreiteten Sitte beruhte, wonach Vettern miteinander rivalisierten. Diese Deutung hat sich jedoch nicht durchsetzen können.